# Robert Lascar
Pour les articles homonymes, voir Lascar.
Robert Lascar, né le 4 novembre 1944 à Redon (Ille-et-Vilaine), est un homme d'affaires français, président du groupe de distribution textile Omnium (enseignes Devred et Bouchara).

## Biographie
Robert Lascar naît dans une famille de commerçants. Son grand-père, Léon Lascar, crée en 1921 un magasin à Brest : Maison Léon, renommé Léon soldeur, une des premières solderies française. Ses 3 fils, Richard, Robert (père) et Edmond, continuent les activités commerciales de leur père. Robert (père) a 4 enfants : Nicole, Robert, Marie-Christine et Philippe.
Robert étudie au collège St Sauveur de Redon, et arrête ses études en seconde pour travailler avec son père. Il développe son sens commercial sur les marchés, au magasin du quartier Siam à Brest, et à celui de Rennes.  
En janvier 1971, son père, propriétaire d’une dizaine de magasins dans l’Ouest, décède accidentellement. Il lui succède et gère l’affaire en y associant la famille. 

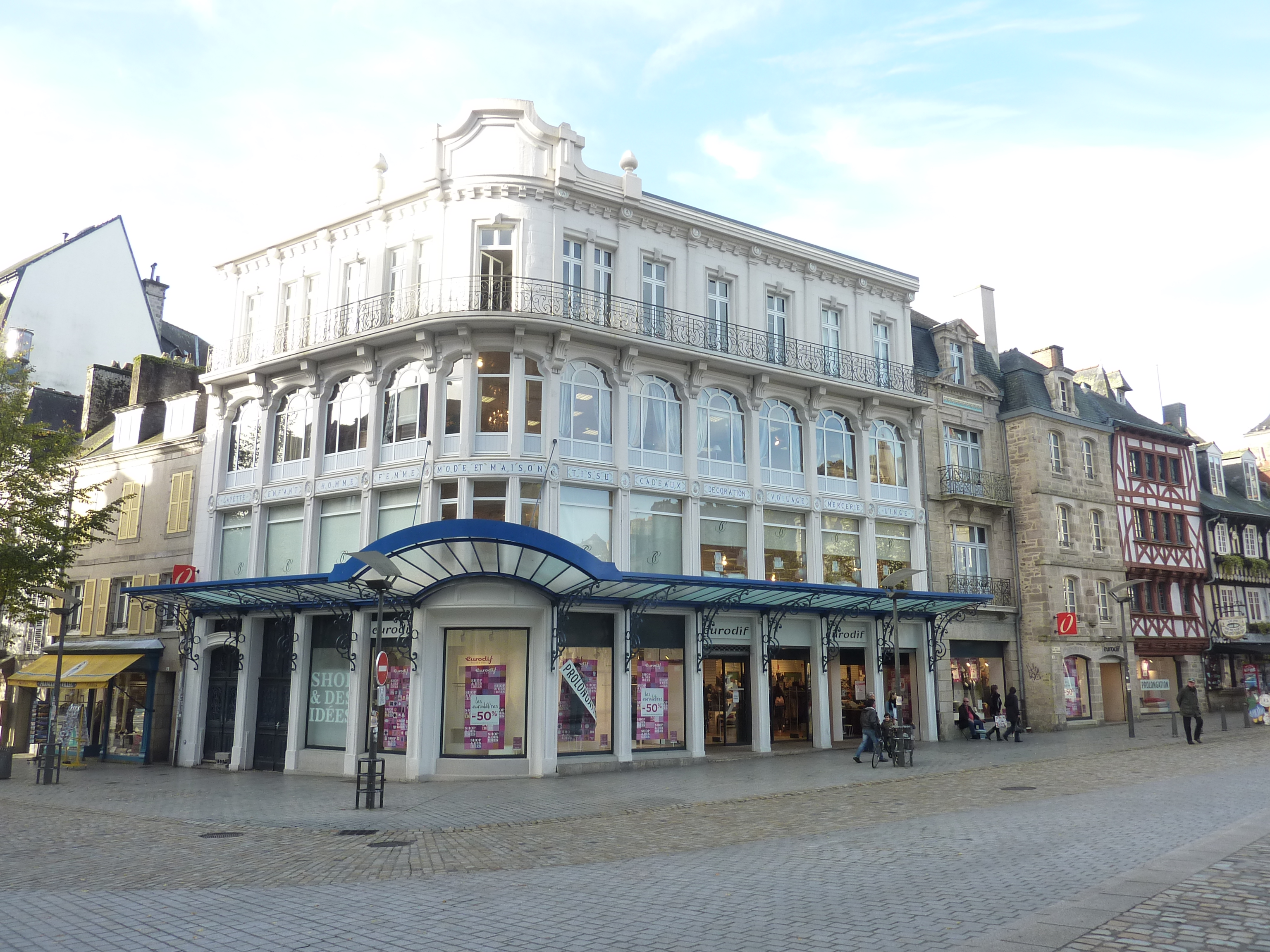
Quimper - Immeuble Eurodif

En 1980, il fonde Eurodif, à l’origine du groupe Omnium. Il développe le groupe par acquisitions: en 1991, il achète la marque Burton of London; en 1992, la marque Bouchara; en 1996,  l’enseigne Devred, (réseau de 100 magasins de prêt-à-porter masculin);  en 1998, les 118 magasins Maxi-Livres (revendu en 2006 pour recentrer les activités).
En 2020, le groupe Omnium dirigé par Robert Lascar compte  545 magasins et près de 3 200 salariés.

## Autres activités
Robert Lascar est membre du Club des Trente (Bretagne). 
Il co-fonde Mécénat Bretagne, association de particuliers et d’entreprises bretonnes ayant pour objet de préserver et enrichir le patrimoine breton.
Depuis la montée en Ligue 1 du club de football Stade brestois 29, Robert Lascar en devient partenaire.

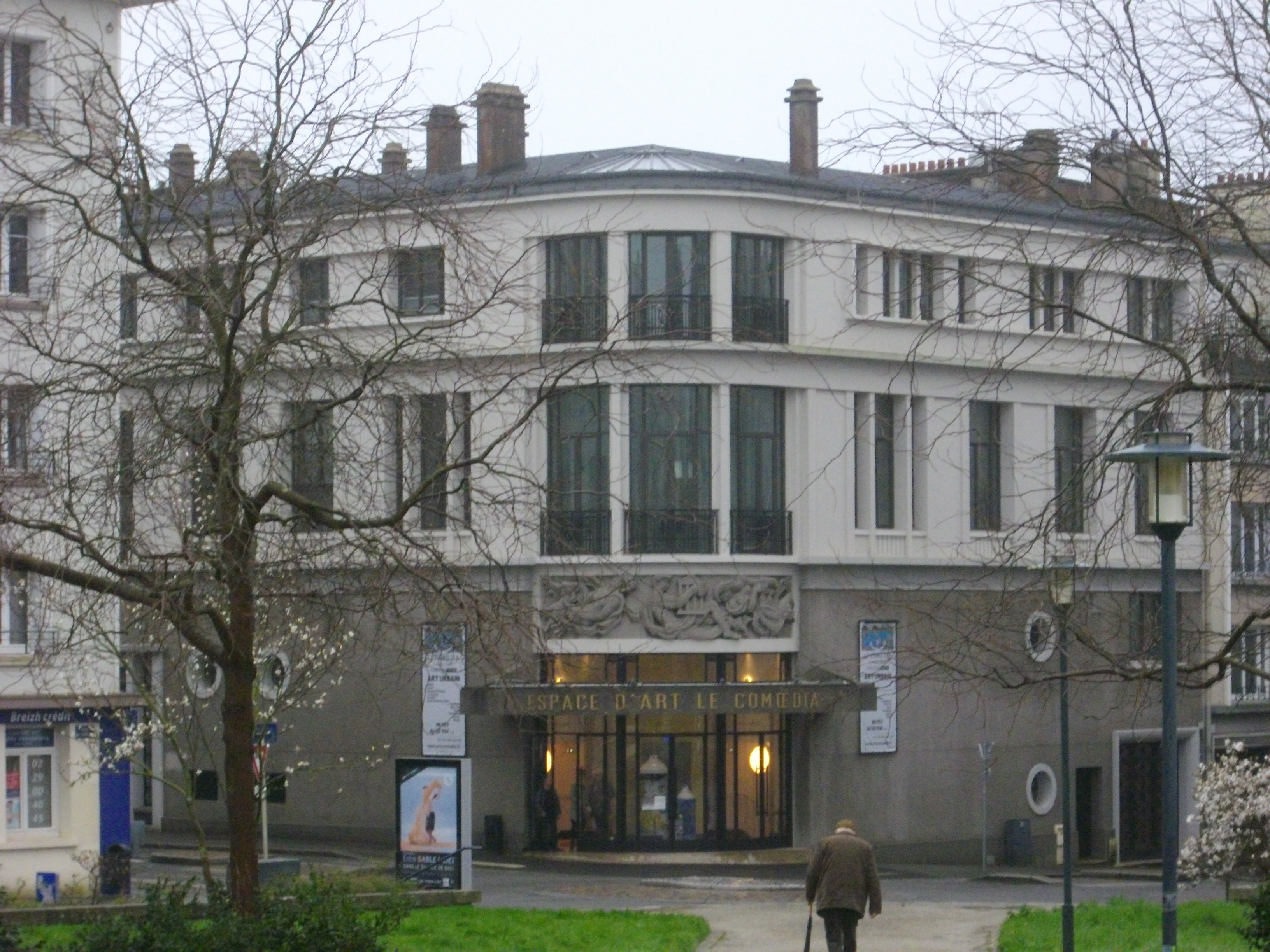
Le Comœdia - Espace d'Art, à Brest

Robert Lascar rachète et rénove Le Comœdia, ancien cinéma de Brest (désaffecté durant 28 ans), pour en faire une galerie d'art contemporain.